# Бодибилдинг
Бодибилдинг је плански и трајни процес хипертрофије, дефиниције мишићног система и телесне симетрије. Или, развијње тела вежбањем и дијетом, често ради наступања на такмичењима. Особа која се укључује у активности бодибилдинга назива се бодибилдером. У такмичарском бодибилдингу бодибилдери по одређеном редоследу излазе на бину и заузимају унапред одређене позе (а након тога и произвољне) како би их судије рангирале на основу њихове мускулатуре, мишићне дефиниције и симетрије. Бодибилдери се припремају за такмичење кроз елиминацију неесенцијалних телесних масти, а у завршним фазама и кроз ванћелијску дехидрацију и пуњење угљеним хидратима. На тај начин постижу максималну мишићну дефиницију и васкуларност. Такође користе и производе за потамњивање тена како би се на њиховим телима створио бољи контраст испод бинских светала. Бодибилдери могу да користе суплементе, анаболичке стероиде и друга једињења за повећање перформанси како би убрзали добијање мишићне масе, а и убрзали губљење телесних масти. Победник годишњег такмичења IFBB Мистер Олимпија се сматра најбољим бодибилдером на свету.
У професионалном бодибилдингу, такмичари се појављују на сцени у поставама и изводе специфициране позе (и касније појединачне рутине позирања) за жири који их рангира на основу кондиције, мишићавости, позирања, величине, сценске презентације и симетрије. Бодибилдери се припремају за такмичења тако што елиминишу неесенцијалне телесне масти, што се у завршној фази побољшава комбинацијом допуњавања угљеним хидратима и дехидрације како би се постигла максимална дефиниција мишића и васкуларност; такође стичу јаку препланулост и брију своја тела како би истакли контраст своје коже у односу на светла позорнице.
Бодибилдинг захтева много времена и труда да би се постигли жељени резултати. Бодибилдер почетник може да добије 8—20 lb (4—9 kg) мишића годишње ако диже тегове седам сати недељно, али добитак мишића почиње да се успорава након прве две године на око 5—15 lb (2—7 kg) годишње. После пет година, добитак може да се смањи на само 3—10 lb (1—5 kg) годишње.. Неки бодибилдери користе анаболичке стероиде и друге лекове за побољшање перформанси како би изградили мишиће и брже се опоравили од повреда, али такмичења понекад забрањују њихову употребу због здравствених ризика или разматрања фер конкуренције. Упркос неким захтевима да се спроведе тестирање на дроге, Национални комитет за стас (који се сматра водећом бодибилдиншком федерацијом) не захтева тестирање.

## Историја

### Рана историја
Традиција дизања камења се практиковала у древном Египту и Грчкој. Дизање тегова се у Европи развијало од 1880. до 1953. Током тих година мање се пажње обраћало на физички изглед а много више на снагу.

#### Прво велико такмичење и бодибилдингу
Прво велико такмичење у бодибилдингу се одржало 14. септембра 1901. године и звало се "Велико такмичење". Одржано је у дворани Ројал Алберт Хол у Лондону.
Јануара 16. 1904. године се одржало прво велико такмичење у бодибилдингу у Америци. Одржано је у Мадисон сквер гардену у граду Њујорк. Победник такмичења је носио титулу "Најсавршеније развијен мушкарац на свету" и добио је награду од $1,000, што је у то време била значајна сума.

### 1950-те
У овом периоду бодибилдинг је значајније добио на популарности због пробијања спортова снаге у медијима, као и разних часописа о бодибилдингу. Знања о техникама тренирања и исхрани су се знатно проширила. На тржишту су почели да се појављују протеински и други додаци исхрани. Такође су се у то време почеле појављивати разне бодибилдинг организације које су правиле сопствена такмичења.

### 1970-те
У овом периоду бодибилдинг је масовно популаризован захваљујући јавном појављивању Арнолда Шварценегера, Френка Колумбу и Лу Фериња у документарној драми "Пампинг Ајрон" 1977. године. У ово време федерација IFBB је већ увелико доминирала сценом такмичарског бодибилдинга.
У овом периоду такође је био приметан пораст коришћења анаболичко андрогених стероида. Не само у бодибилдингу већ и у другим спортовима. У бодибилдингу ово је приписано уздизању такозваних "џинова", као што су Арнолд Шварцењегер, Серђо Олива и Лу Ферињо, касних 1960-их и 1970-их. За време снимања "Пампинг Ајрон", Шварценегер је изјавио да "мораш да уради било шта како би добио предност у такмичењу". Доста касније се изјаснио како се не каје за коришћење стероида.

## Области

### Професионални бодибилдинг
У модерној бодибилдинг индустрији, термин "професионалац" се углавном користи за бодибилдера који је освојио "про картицу" у некој од федерација. Добијањем про картице у одређеној федерацији искључује могућност такмичења у другим федерацијама. Професионалци добијају право да се такмиче на турнирима са новчаним наградама.

### Природни бодибилдинг
Забринутост због здравствених последица коришћења стероида и других супстанци за повећање перформанси је добила одговор од неких федерација у виду тестирања на забрањене супстанце. Од тада постоје федерације у којима се такмиче стриктно природни бодибилдери, то јест они који не користе забрањене супстанце за побољшање перформанси.
Такмичари који се пријављују на природна такмичења пролазе кроз низ тестова, укључујући детекторе лажи и тестове урина. Казне за оне који падну тестове зависе од организације до организације, неке од њих суспендују такмичаре на одређено време а неке дају трајну забрану такмичења онима који падну тестове.

### Такмичење
У такмичарском бодибилдингу такмичари теже ка постизању и одржавању естетски задовољавајућег тела и пропорција. У фази пред-оцењивања такмичари излазе на бину и изводе серију обавезних поза. Сваки такмичар изводи личну кореографску рутину, често уз музику, како би на произвољан начин приказали своје тело.Завршна фаза оцењивања подразумева излазак свих такмичара на бину у исто време како би судије дале своје коначне оцене.
Бодибилдери пуно времена проводе усавршавајући своје рутине позирања испред огледала, како би своју мускулатуру приказали на најбољи могући начин.
Бодибилдинг федерације имају различите категорије за такмичаре. Категорије се разликују по дозвољеној килажи, висини и по пропорцијама које се траже на телу.

#### Припреме
Најпримењенија тактика коју бодибилдери користе је рад на повећању мишићне масе током већег дела године (оф-сезона). Током тог периода користи се јак тренинг и повећан унос калорија. Типичан период за почетак рада на мишићној дефиницији ("резање") је 14 недеља пре такмичења. У овом периоду се такође посебно обраћа пажња на одржавање интензитета тренинга како би се сачувала што већа количина мишићне масе. У фази дефиниције се примењује негативни енергетски баланс уношењем мање количине калорија која је телу потребна за одржање тренутне телесне масе.

#### Мишићни раст
Бодибилдери користе три стратегије како би постигли мишићну хипертрофију:
- Повећање снаге коришћењем принципа прогресивног оптерећења.
- Посебна исхрана са великим процентом протеина и коришћење суплемената по потреби
- Адекватан период за одмор и опоравак